# 기창
기창(旗槍)은 1759년에 발간된 무예신보에 처음 등장한 한국의 무기이다. 이후 무예도보통지 (1791)에도 등장했다.
무기는 장대에 깃발이 달린 창을 뜻한다. '짧은 창'이라는 뜻의 단창(短槍)이라고도 한다. 일반적으로 길이는 약 2.75m이며, 블레이드의 길이는 약 23센티미터이다. 이 창은 일반적으로 의식이나 호위 목적으로 사용되었다.
무예도보통지의 또 다른 장은, 깃발을 의미하는 旗와 말을 타는 것을 의미하는 騎을 사용해 기창(騎槍)이라 부르는 한자가 다른 내용 또한 포함하고 있다.(예: 기병 대 보병)